# Sapropel

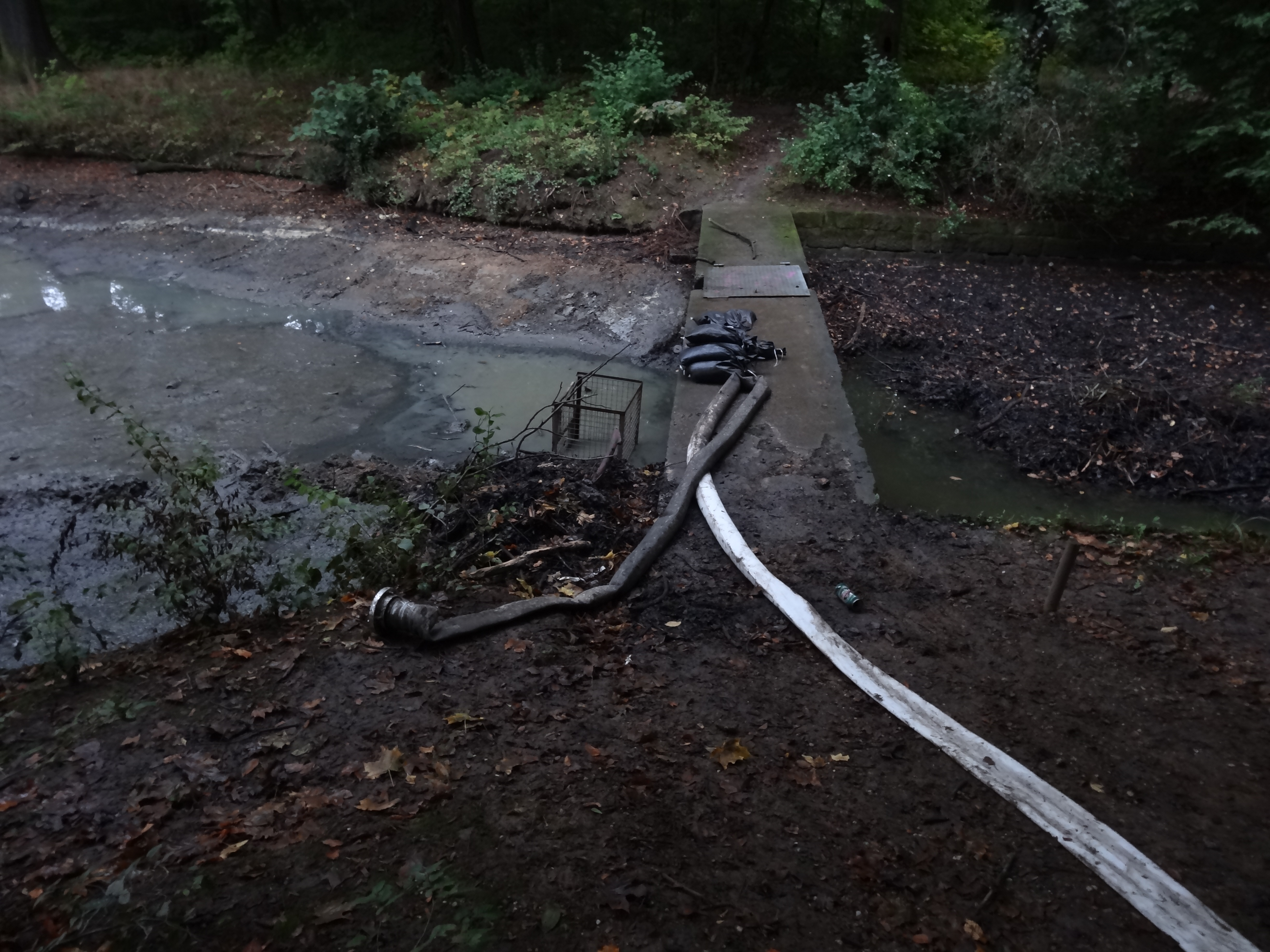
sapropel sul letto di un fiume prosciugato

Sapropel o sapropelite è un termine usato in geologia marina per descrivere sedimenti di colore scuro che sono ricchi di materia organica. Le concentrazioni di carbonio organico nei sapropel superano generalmente il 2% in peso.

## Formazione
Si pensa che il sapropel si sviluppi durante gli episodi di ridotta disponibilità di ossigeno nelle acque di fondo, come un evento anossico oceanico (OAE). La maggior parte degli studi sui meccanismi di formazione dei sapropel inferisce un certo grado di circolazione dell'acqua profonda. L'ossigeno può raggiungere il mare profondo solo con la nuova formazione di acque profonde e la conseguente "ventilazione" dei bacini profondi. Ci sono due cause principali di OAE: una riduzione della circolazione in acque profonde o una richiesta di ossigeno di livello superiore.
Una riduzione della circolazione in acque profonde porterà infine a una grave diminuzione delle concentrazioni di ossigeno in acque profonde a causa della domanda biochimica di ossigeno associata al decadimento della materia organica che affonda nel mare profondo a seguito della produzione di esportazione dalle acque superficiali. L'esaurimento di ossigeno nelle acque di fondo favorisce quindi la maggiore conservazione della sostanza organica che affonda durante la sepoltura nei sedimenti. I sedimenti ricchi di sostanze organiche possono anche formarsi in ambienti ben ventilati che hanno acque superficiali altamente produttive; qui l'elevata richiesta superficiale estrae semplicemente l'ossigeno prima che possa entrare nelle correnti di circolazione profonda, privando così le acque di fondo dell'ossigeno. 
I depositi sapropelici da eventi anossici oceanici globali formano importanti rocce di origine petrolifera. Studi di processo dettagliati sulla formazione del sapropel si sono concentrati sui relativamente recenti sapropel del Mediterraneo orientale, l'ultimo dei quali è stato depositato tra 9,5 e 5,5 mila anni fa.
I sapropel mediterranei del Pleistocene riflettono una maggiore stratificazione della densità nel bacino del Mediterraneo isolato. Registrano una concentrazione di carbonio organico superiore rispetto ai tempi non-sapropel; un aumento del δ15N e la corrispondente diminuzione del δ13C indicano l'aumento della produttività come risultato della fissazione dell'azoto. Questo effetto è più pronunciato più a est nel bacino, suggerendo che l'aumento delle precipitazioni è stato più pronunciato in quella parte del mare. 

## Usi
Secondo il magnate rumeno Dinu Patriciu, il sapropel ha un enorme potenziale di essere sviluppato in una vasta gamma di prodotti, tra cui una nuova forma di energia alternativa. Attualmente Dinu Patriciu ha un progetto di esplorazione marina nel Mar Nero, che esamina i sedimenti di sapropel in quella regione, con nuclei di sedimenti raccolti e studiati da diverse università e istituti di ricerca in tutto il mondo.